# Vallby, Lilla Edets kommun
Vallby är en by i Ale-Skövde socken i Lilla Edets kommun i Västra Götalands län. Bebyggelsen avgränsades 1990 av SCB till en småort.